# Élections sénatoriales philippines de 2025
Les élections sénatoriales philippines de 2025 ont lieu le 12 mai 2025 afin de renouveler la moitié des 24 sièges du Sénat des Philippines.

## Système électoral
Le Sénat des Philippines est la chambre haute de son parlement bicaméral, le Congrès. Il est composé de 24 sièges pourvus pour six ans mais renouvelés par moitié tous les trois ans au scrutin majoritaire plurinominal dans une circonscription nationale unique.
Chaque électeur dispose d'autant de voix que de sièges à pourvoir, soit douze voix, qu'il répartit aux candidats de son choix, à raison d'une voix par candidat. Les partis philippins font campagne en soutenant des listes préétablies de candidats — le plus souvent limitées à douze pour éviter une dispersion des voix — qui peuvent parfois inclure des candidats d'autres partis voire des candidats indépendant. Après décompte des résultats, les douze candidats ayant reçu le plus de suffrages sont déclarés élus.
Les sénateurs sont limités à un maximum de trois mandats de six ans, et ne peuvent en effectuer plus de deux de manière consécutive. Les candidats doivent être âgés d'au moins trente cinq ans, posséder la nationalité philippine de naissance, savoir lire et écrire, et avoir résider dans le pays au cours des deux années précédant le scrutin.

## Résultats
Chaque électeur étant doté d'autant de voix que de sièges à pourvoir, le total des voix dans cette dernière est largement supérieur au nombre de votants.
|                          |                                               |             |       |             |        |               |             |               |  |
| Partis                   | Partis                                        | Voix        | %     | Sièges      | Sièges | Sièges        | Sièges      | Sièges        |  |
| Partis                   | Partis                                        | Voix        | %     | Total avant | En jeu | Élus          | Total après | +/-           |  |
|                          | Parti démocrate philippin (PDP)               | 84 607 405  | 19,75 | 3           | 2      | 2             | 3           | en stagnation |  |
|                          | Parti nationaliste (NP)                       | 45 513 982  | 10,62 | 5           | 4      | 3             | 4           | 1             |  |
|                          | Coalition du peuple nationaliste (NPC)        | 40 035 743  | 9,34  | 5           | 1      | 2             | 6           | 1             |  |
|                          | Parti fédéral des Philippines (PFP)           | 29 680 203  | 6,93  | 1           | 1      | 0             | 0           | 1             |  |
|                          | Lakas-CMD (Lakas)                             | 29 146 726  | 6,80  | 1           | 1      | 1             | 1           | en stagnation |  |
|                          | Makabayan                                     | 28 001 064  | 6,53  | 0           | 0      | 0             | 0           | en stagnation |  |
|                          | Katipunan ng Nagkakaisang Pilipino (KANP)     | 20 971 899  | 4,89  | 0           | 0      | 1             | 1           | 1             |  |
|                          | Parti libéral (LP)                            | 15 343 229  | 3,58  | 0           | 0      | 1             | 1           | 1             |  |
|                          | Partido Lakas ng Masa (PLM)                   | 10 618 312  | 2,48  | 0           | 0      | 0             | 0           | en stagnation |  |
|                          | Aksyon Demokratiko (Akyson)                   | 7 959 042   | 1,86  | 0           | 0      | 0             | 0           | en stagnation |  |
|                          | Reform PH Party                               | 6 700 772   | 1,56  | 0           | 0      | 0             | 0           | en stagnation |  |
|                          | Parti des travailleurs et des paysans (WPP)   | 4 279 819   | 1,00  | 0           | 0      | 0             | 0           | en stagnation |  |
|                          | Partido Maharlika (PM)                        | 1 192 115   | 0,28  | 0           | 0      | 0             | 0           | en stagnation |  |
|                          | Parti social-démocrate des Philippines (PDSP) | 990 091     | 0,23  | 0           | 0      | 0             | 0           | en stagnation |  |
|                          | Parti philippin pour le changement (PPP)      | 818 437     | 0,19  | 0           | 0      | 0             | 0           | en stagnation |  |
|                          | Société pour la conscience noire (KTPNAN)     | 801 677     | 0,19  | 0           | 0      | 0             | 0           | en stagnation |  |
|                          | Bunyog Party (Bunyog)                         | 607 642     | 0,14  | 0           | 0      | 0             | 0           | en stagnation |  |
|                          | Kilusang Bagong Lipunan (KBL)                 | 458 383     | 0,11  | 0           | 0      | 0             | 0           | en stagnation |  |
|                          | Parti démocratique des Philippines (DPP)      | 383 534     | 0,09  | 0           | 0      | 0             | 0           | en stagnation |  |
|                          | Indépendant                                   | 100 379 540 | 23,43 | 5           | 1      | 2             | 6           | 1             |  |
|                          | Akbayan                                       |             |       | 1           | 0      | 0             | 1           | en stagnation |  |
|                          | Pwersa ng Masang Pilipino (PMP)               | 1           | 0     | 0           | 1      | en stagnation |             |               |  |
|                          | Alliance nationaliste unie (UNA)              | 1           | 1     | 0           | 0      | 1             |             |               |  |
|                          | Siège vacant                                  | 1           | 1     | 0           | 0      | 1             |             |               |  |
| Total des voix           | Total des voix                                | 428 489 615 | 100   |             |        |               |             |               |  |
|                          |                                               |             |       |             |        |               |             |               |  |
| Votes valides            |                                               |             |       |             |        |               |             |               |  |
| Votes blancs et nuls     |                                               |             |       |             |        |               |             |               |  |
| Total                    | Total                                         | 57 350 958  | 100   | 24          | 12     | 12            | 24          | en stagnation |  |
| Abstentions              | Abstentions                                   | 12 322 697  | 17,69 |             |        |               |             |               |  |
| Inscrits / participation | Inscrits / participation                      | 69 673 655  | 82,31 |             |        |               |             |               |  |